# Egon Bondy
Pour les articles homonymes, voir Bondy (homonymie) et Fišer.
Egon Bondy, pseudonyme de Zbyněk Fišer, né le 20 janvier 1930 à Prague, République tchèque et mort le 9 avril 2007  à Bratislava, Slovaquie, est un poète, philosophe, dramaturge et romancier tchèque, qui fut l'une des grandes personnalités de la dissidence tchécoslovaque. Il est considéré comme une figure emblématique de l'underground musical, littéraire et politique tchécoslovaque depuis les années 1950.

## Biographie
Zbyněk Fišer choisit le pseudonyme juif d’Egon Bondy au début de la trouble année 1949, alors que la Tchécoslovaquie, devenue communiste au lendemain du coup de Prague, connaît une campagne de procès antisémites. Bondy devient ainsi la figure de proue de la révolte de gauche contre le stalinisme antisémite.
À la fin des années 1940, Egon Bondy, qui n'avait pas encore vingt ans, était déjà très actif dans un groupe surréaliste. Après avoir vécu une jeunesse des plus mouvementées, il ne passa son baccalauréat qu'à l'âge de vingt-sept ans, et entreprit alors, de 1957 à 1961, des études de philosophie et de psychologie à l'université Charles de Prague.
Au début des années 1960, il doit travailler comme veilleur de nuit au musée national. Il commence à écrire des poèmes, prônant son propre courant poétique, le réalisme total. Très rapidement, il devint l'une des figures centrales du mouvement culturel underground praguois. Son non-conformisme l'amena inéluctablement à entrer en conflit avec le régime communiste alors en place en Tchécoslovaquie et à devenir l'un des premiers dissidents tchécoslovaques.
En 1967, il obtient le titre de docteur en philosophie. Mais ses écrits ne purent être édités qu'en samizdat (système clandestin permettant la circulation « sous le manteau » des écrits dissidents), et, à l'exception d'un ouvrage sur Bouddha, publié en 1968, grâce à la libéralisation du Printemps de Prague, ils ne purent être publiés qu'après la révolution de velours, qui entraîna la chute du communisme en 1989.
Bohumil Hrabal (1914-1997) fut un de ses amis très proches. Il a toujours placé Egon Bondy au plus haut dans ses rencontres, avec Vladimir Boudnik. Il arrivait aux trois amis, surnommés les « fanfarons de la chope », de faire ce qu'il appelait des « virées à la bière », au cours desquelles l’extravagance, la folie, les coups de gueule ou de cafard de Bondy l’ont plus d’une fois impressionné. Il évoque dans Tendre barbare le suicide « programmé » d'Egon :
« Nous sommes allés aux champignons dans les bois de Brdy. Ce n’était pas seulement pour les champignons, nous voulions suivre la voie de chemin de fer sur laquelle Egon Bondy, abruti par des opiacés, s’était couché pour se faire écraser sans douleur - mais cette nuit-là, la voie sur laquelle Egon était couché était hors service et le matin il s’était réveillé non pas dans l’empire de l’ontologie mais bel et bien sur les rails, pendant que les trains roulaient sur la voie d’à côté »
Egon Bondy fut toujours intéressé par l'étude de l'œuvre de Karl Marx, dont il tira une critique des deux systèmes contemporains — capitalisme et socialisme totalitaire — qui ne trouvaient aucunement grâce à ses yeux, et qu'il renvoyait dos à dos. Son travail philosophique porte sur l'ontologie et les questions éthiques qui y sont liées. Philosophe athée, connu pour ses idées d'extrême-gauche, il s'intéressait également aux philosophies orientales — chinoise ou encore bouddhisme — mais aussi à l'islam et à la théologie chrétienne.
Engagé dans l'opposition de la gauche radicale (extrême-gauche), Egon Bondy est l'auteur d'une quarantaine de recueils de poésie, d'une vingtaine d'ouvrages en prose et en outre de nombreux essais sur la philosophie et la politologie.
Certains des poèmes d'Egon Bondy ont été mis en musique par le groupe rock The Plastic People of the Universe, dont les membres furent emprisonnés au milieu des années 1970 par les autorités communistes de Tchécoslovaquie. Les musiciens nommèrent d'ailleurs l'un de leurs albums Egon Bondy's Happy Hearts Club Banned rendant ainsi un hommage simultané à la fois à Bondy et aux Beatles.
Egon Bondy vivait depuis 1993 dans la capitale slovaque, Bratislava, en signe de protestation contre la partition de la Tchécoslovaquie. C'est dans cette ville qu'il est décédé le 9 avril 2007 à l'âge de 77 ans.

## Œuvres publiées en français
- Egon Bondy, Journal de la fille qui cherche Egon Bondy, Villeurbanne, Urdla, 2004, 97 p. (ISBN 2-914839-12-X) traduit du tchèque par Marcela Salivarova Bideau.
- Réalisme total (Totální realismus), traduction d’Eurydice Antolin, recueil bilingue, Black Herald Press, Paris, 2017  (ISBN 978-2-919582-18-1)

On peut en outre lire des poèmes d'Egon Bondy traduits en français dans les revues :
- Les Temps Modernes, nos 376-377, Nov.-Déc. 1977, « Vivre a l’est ».
  - Cahiers de l'Est no 15, 1979
  - Cahiers Léon Trotsky no 36, 1988
  - Rouge et Vert, février 1989
  - Lettre Internationale, printemps 1990
  - Les Deux rives de la Morava, Bf, 1994
  - Le Croquant no 20, 1996
  - The Black Herald n°5, 2015